# Zygmunt Stępiński (1908–1982)

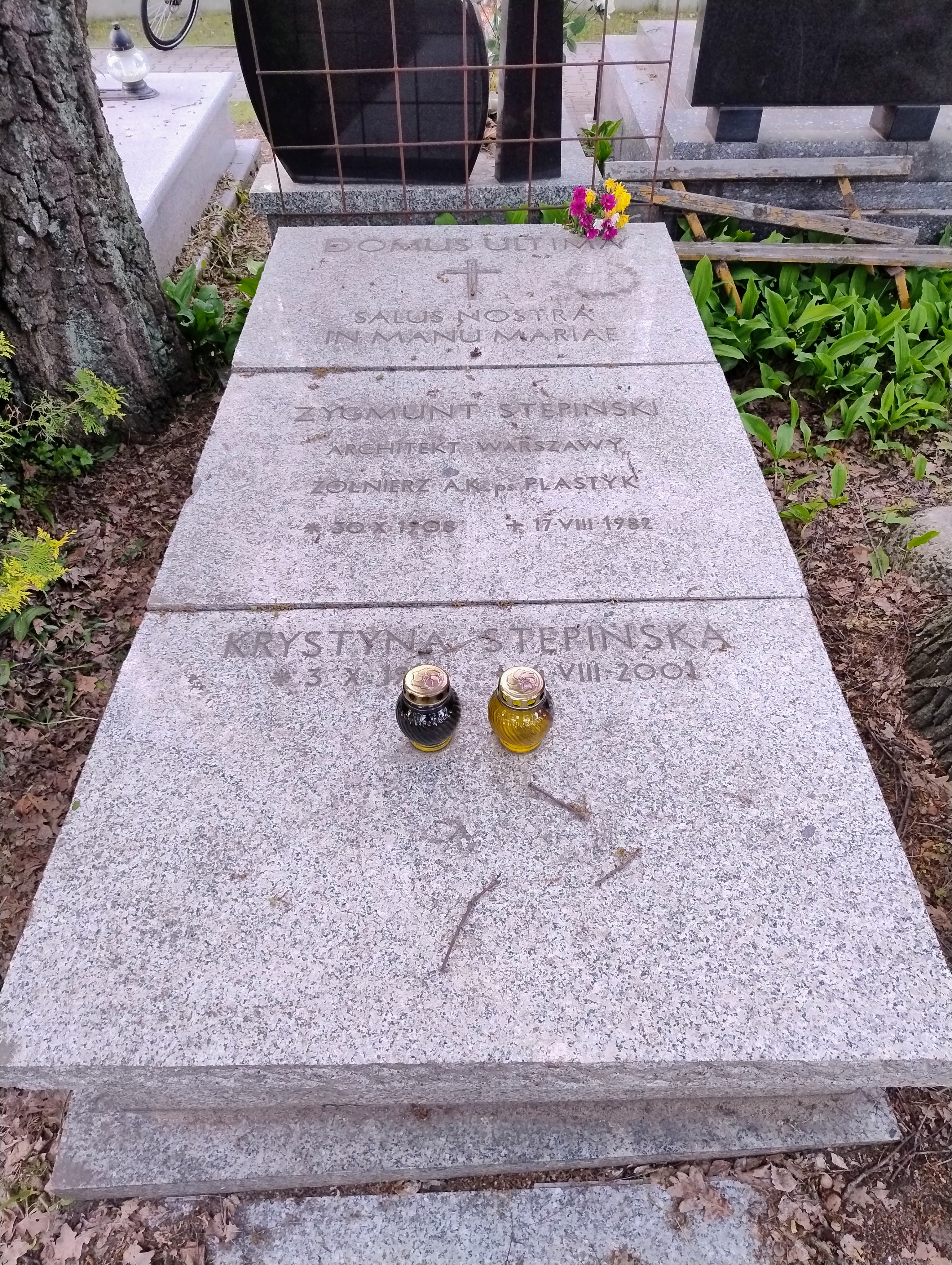
Grób Zygmunta Stępińskiego

Zygmunt Władysław Stępiński (ur. 30 października 1908 w Warszawie, zm. 17 sierpnia 1982 tamże) – polski inżynier architekt i historyk architektury, urbanista.

## Życiorys
Urodził się w rodzinie Zygmunta Jana, jubilera, starszego Cechu Złotników, Jubilerów i Zegarmistrzów, i Antoniny z domu Lewandowskiej. Mąż Krystyny Stępińskiej (1911–2001) – dr prawa, ojciec Małgorzaty (ur. 1945) oraz synów bliźniaczych (ur. 1947) Zygmunta – historyka, architekta, muzealnika i Krzysztofa – adwokata.
Maturę zdał w 1926 w Gimnazjum Państwowym im. Adam Mickiewicza w Warszawie. W 1933 ukończył studia na Wydziale Architektury Politechniki Warszawskiej. Podjął następnie pracę w Zakładzie Architektury Polskiej. Za projekty architektoniczne otrzymał wiele nagród, m.in. w 1933 za inwentaryzację wsi Para (powiat piński) otrzymał I nagrodę Ministra Wyznań Religijnych i Oświecenia Publicznego.
We wrześniu 1939 jako ochotnik brał udział w obronie Warszawy, a po kapitulacji miasta pracował dla Zarządu m.st. Warszawy, najprawdopodobniej prowadząc wraz z grupą innych architektów rejestrację zniszczeń. W okresie okupacji niemieckiej był wykładowcą w Miejskiej Szkole Budownictwa w Warszawie. Od 1941 był oficerem informacyjnym, ps. Plastyk, w 119. plutonie saperów ZWZ/AK, przyłączonym później do zgrupowania Krybar. W latach 1942–1944 prowadził szkolenie wojskowe w tajnych podchorążówkach AK, a także wykładał i prowadził ćwiczenia z meblarstwa w Miejskiej Szkole Budowlanej oraz zajęcia z rysunku odręcznego na tajnych kompletach Politechniki Warszawskiej. Podczas powstania warszawskiego przebywał w Śródmieściu. Na początku września 1944 został z żoną ewakuowany wraz z grupą ludności cywilnej do Milanówka, następnie osiedlił się w Brwinowie. 
Pod koniec marca 1945 powrócił do Warszawy i podjął pracę w Biurze Odbudowy Stolicy jako kierownik pracowni Wydziału Architektury Zabytkowej, a od stycznia 1948 – pracowni Rejonów Historycznych w Dyrekcji Planowania Przestrzennego. W latach 1945–1949 był równocześnie starszym asystentem w Zakładzie Architektury Polskiej Politechniki Warszawskiej. Później był kierownikiem, znajdującej się w strukturach Biura Urbanistycznego Warszawy, pracowni „Zamek–Belweder” odbudowującej Trakt Królewski w Warszawie oraz autorem licznych projektów w odbudowywanej Warszawie. W marcu 1949 objął kierownictwo pracowni Urbanistyki Biura Odbudowy Stolicy. Po likwidacji Biura Odbudowy Stolicy, w latach 1950–1958 kierował Zespołem Śródmieście w Biurze Urbanistycznym Warszawy. Był generalnym projektantem w Miastoprojekcie „Śródmieście” i Biurze Projektów Gospodarki Komunalnej „Stolica” (1953–1965), Wojskowym Biurze Projektów (1960–1971) i Warszawskim Biurze Projektów Budownictwa Ogólnego (1966–1968), a także kierownikiem zespołu projektowego Pracowni Urbanistycznej Stołecznego Zarządu Architektoniczno-Budowlanego (1958–1959) oraz Pracowni Urbanistycznej Warszawa-Śródmieście w Wydziale Architektury i Nadzoru Budowlanego (1959–1971). W latach 1971–1974 kierował Zespołem Śródmieście w Biurze Planowania Rozwoju Warszawy. 
Od 1964 był członkiem Rady Ochrony Dóbr Kultury przy Konserwatorze Zabytków miasta stołecznego Warszawy, a przez wiele lat członkiem Komisji Urbanistyczno-Architektonicznej przy Naczelnym Architekcie Warszawy. Od 1971 do śmierci był członkiem komisji architektoniczno-konserwatorskiej przy Obywatelskim Komitecie Odbudowy Zamku Królewskiego w Warszawie.
W prasie opublikował wiele artykułów i wywiadów dotyczących prowadzonych prac urbanistycznych i architektonicznych. 
Zmarł w Warszawie, pochowany na cmentarzu w Marysinie Wawerskim (sektor 2A-2-22).

## Ważniejsze prace
- odbudowa ul. Nowy Świat w Warszawie,
- koncepcja architektoniczno-urbanistyczna Osiedla Kubusia Puchatka,
- współprojektant Trasy W-Z w Warszawie,
- współprojektant Marszałkowskiej Dzielnicy Mieszkaniowej (1949–1952),
- pomnik-Mauzoleum Władysława Hibnera, Władysława Kniewskiego i Henryka Rutkowskiego wraz z parkiem ich imienia (z Kazimierzem Marczewskim i Krystyną Onitzchową),
- kino „Skarpa” w Warszawie (wraz z zespołem),
- dwa hotele-pensjonaty „Zgoda” dla cudzoziemców przy ul. Szpitalnej,
- hotel „Metropol” w Warszawie (z Grzegorzem Chruścielewskim),
- pawilon Cepelii w Warszawie,
- hotel „Solec” w Warszawie (na rogu ul. Zagórnej i Solec przy Wisłostradzie, nieistniejący) – adaptacja projektu szwedzkich architektów,
- odbudowa zabudowy placu Teatralnego i niezrealizowanego placu Bankowego (siedziba Ministerstwa Budowy Miast i Osiedli),
- willa przy ul. Rajców 10 w Warszawie (tzw. Ochabówka)[4],
- osiedle Miedziana w Warszawie (z Andrzejem Milewskim)[5],
- kościół Matki Bożej Królowej Polski w Aninie[6],
- płyta Desantu 3 Dywizji Piechoty (razem z Kazimierzem Marczewskim),
- otoczenie pomnika Marcelego Nowotki w Warszawie[7].
- postument i otoczenie zrekonstruowanego pomnika Lotnika w Warszawie[8]

## Publikacje
- Gawędy warszawskiego architekta, Krajowa Agencja Wydawnicza, Warszawa 1984.
- Siedem placów Warszawy, PWN, Warszawa 1988.

## Ordery i odznaczenia
- Order Sztandaru Pracy II klasy (22 lipca 1952)[9]
- Krzyż Kawalerski Orderu Odrodzenia Polski (22 lipca 1949)[10]
- Złoty Krzyż Zasługi (1946)[11]
- Medal 10-lecia Polski Ludowej (15 marca 1955)[12]
- Złota Odznaka honorowa „Za Zasługi dla Warszawy”[13]
- Odznaka „Milionera” (1974)[14]
- Złota Odznaka „Odbudowy Warszawy”[13]
- Srebrna Odznaka „Odbudowy Warszawy”[13]

## Nagrody
- Nagroda Plastyczna Warszawy (1948)
- Państwowa Nagroda Artystyczna I stopnia w dziale architektury (zespołowa) za prace nad Trasą W-Z i Mariensztatem (29 lipca 1950)[15]
- Nagroda Państwowa I stopnia (zespołowa) za projekt i realizację pierwszego zespołu centrum Warszawy - M.D.M. (1952)[16]
- Nagroda I stopnia Komitetu do Spraw Urbanistyki i Architektury za plan generalny m. Warszawy (1956)[14]
- Nagroda Miasta st. Warszawy (1969)
- Nagroda Urzędu Rady Ministrów (1970)
- Nagroda MON (1978)